# 神吉頼定
神吉 頼定（かんき よりさだ、生年不詳 - 1578年（天正6年））は、日本の武将、神吉城主、別所氏家臣。通称は民部少輔。
三木合戦で戦功をあげるも、叔父の神吉貞光に暗殺され死去した。

## 名前について
官途は民部少輔だと言われるが、一部では民部大輔とも言われている。また、頼定の他に頼治という別名もあるとされる。

## 生涯

### 出自
父は神吉城主の神吉頼氏。一説だと神吉頼経とも言われている。別所氏の連枝衆で、一万石を領した。神吉氏は代々、赤松氏の庶流であった。神吉城の初代城主は赤松氏の赤松範次である。

### 三木合戦
1578年（天正6年）の織田信長による中国攻めの際、頼定は衣笠範景と淡河定範、間島氏勝、長井長重、櫛橋伊定、梶原景行らと共に別所長治側に着いた。別所長治は援軍として頼定に梶原景治や柏原治郎右衛門、黒田若狭守、中村壹岐守ら約1800の兵を率いて籠城した。

### 死去
神吉城を落とせなかった織田勢の1人、佐久間信盛は密かに頼定の叔父・神吉貞光を内応させ、佐久間信盛と貞光の軍勢により頼定は暗殺されたと言われる。しかし、これは創作とも言われており、本来は豊臣秀吉の軍勢が一気に押し掛かり頼定を討死させ、神吉城を落としたとも言われる。墓は加古川市神吉町の常楽寺。

## 登場作品
- 「軍師官兵衛」演： 岡雅史